# 2MASS J09510549+3558021
2MASS J09510549+3558021 ist ein Brauner Zwerg im Sternbild Kleiner Löwe. Er wurde 2000 von J. Davy Kirkpatrick et al. entdeckt. Er gehört der Spektralklasse L6 an. Seine Position verschiebt sich aufgrund seiner Eigenbewegung jährlich um 0,189 Bogensekunden.